# 廖苡喬
廖苡喬（Liāu Í-kiâu），臺灣女演員、主持人。

## 電影
- 《亂青春》- 導演：李啟源（2008）： 阿咪
- 《10+10》-潛規則-導演：鄭有傑（2011）

### 短篇電影
- 《紅色高跟鞋》 - 導演：賴孟傑 （2008）以多重人格角色榮獲第30屆金穗獎最佳演員
- 《達許披薩》（2009）
- 《躲貓貓》（2009）
- 《隨想曲》之《距離》 - 導演：王政一 （2009）
- 《木偶人動畫電影版前導片-BBS鄉民的正義》- 導演：林世勇（2010）
- 《焉知水粉》 - 導演：張騰元 （2010）
- 《老徐的完結篇》 - 導演：廖祺華  （2010）
- 《戀人們 01. 你喜歡我嗎》 （2012） - 導演：許懷民
- 《戀人們 02. 好久不見》 （2013）
- 《戀人們 03.我不應該這樣對你》（2013）
- 《大日子》 - 導演：江宗傑 （2022）
- 《說謊也沒關係》 - 導演：李怡慧 （2024）

## 戲劇作品

### 長篇劇集
| 年份   | 頻道             | 劇名               | 角色         |
| 2011年 | 客家電視台       | 《阿戆妹》         | 呂梅英       |
| 2011年 | 台視             | 《前男友》         | 蔡小Z        |
| 2014年 | 客家電視台       | 《新丁花開》       | 廖綺子       |
| 2018年 | 客家電視台       | 《台北歌手》       | 辜顏碧霞     |
| 2018年 | 大愛電視台       | 《智子之心》       | 林智惠       |
| 2018年 | 公視             | 《生死接線員》     | 廖佳佳       |
| 2019年 | 大愛電視台       | 《百歲仁醫》       | 陳寶玉       |
| 2019年 | 民視             | 《多情城市》       | 邱如萍       |
| 2019年 | 客家電視台       | 《烏陰天的好日子》 | 林莉         |
| 2020年 | friDay影音       | 《國際橋牌社》     | 楚思江       |
| 2022年 | 民視             | 《黃金歲月》       | 沈心妍       |
| 2022年 | 愛奇藝           | 《第9節課》        | 許俐文(客串) |
| 2023年 | 三立台灣台       | 《一家團圓》       | 向以喬       |
| 2023年 | 華視             | 《欺妻49天》       | 丁玉玫       |
| 2023年 | 民視             | 《市井豪門》       | 羅心陽       |
| 2024年 | 民視、三立台灣台 | 《商魂》           | 秋月(客串)   |
| 2024年 | 三立台灣台       | 《願望》           | 江碧玉       |

### 迷你劇集/電視電影
| 年 份  | 電視台     | 劇名                                | 角色         | 導演           |
| 2010年 | 公視       | 《人生劇展短片－安安的夏天》        | 女製片       | 羅偉恩         |
| 2011年 | 大愛電視台 | 《我的寶貝》                        | 鍾欣穎       | 林靖傑         |
| 2014年 | 公視       | 《人生劇展－王牌鴿倆好》            | 露西（Lucy） | 郭尚興         |
| 2018年 | 客家電視台 | 《烏鴉燒》                          | 高冬秀       | 李鼎           |
| 2023年 | Disney+    | 《台灣犯罪故事－出軌》              | 尹麗娜       | 蕭力修         |
| 2024年 | 公視+      | 《就算一個人也可以好好的吃飯》      | 唐芯瑜       | 鄭志良、查迪奇 |
| 2025年 | 公視(待播) | 《人生劇展長片-可以不要再想念我了》 | 沈憶潔       | Spencer Chou   |
| 2026年 | 公視+      | 《就算一個人也可以好好的吃飯2》     | 唐芯瑜       | 鄭志良         |

## MV
- 萧煌奇 〈甲我跳舞好否〉（2007）
- 盧廣仲 〈最寂寞的時候〉（2009）

## 主持作品
| 播出日期  | 節目名稱       | 播出頻道   | 備註 |
| 2009-2011 | 《世界那麼大》 | 三立都會台 | 詳見《世界那麼大》 |
| 2011-2013 | 《愛玩客》     | 三立都會台 | 亞洲 *台灣(新竹\|雲林\|花蓮\|南投\|苗栗\|基隆\|金門\|台中\|高雄\|宜蘭\|台南\|臺東\|臺北) *新加坡 *印尼(峇里島) *菲律賓 *泰國 *韓國 *馬來西亞 *日本 *印度 歐洲 *西班牙 *荷蘭 *比利時 美洲 *美國 |
| 2013      | 《玩客瘋高雄》 | 三立都會台 | 詳見《愛玩客》 |

## 獎項
| 年份 | 獲提名                                      | 獎項                  | 結果 |
| ---- | ------------------------------------------- | --------------------- | ---- |
|      | 《紅色高跟鞋》                              | 第30屆金穗獎 最佳演員 | 獲獎 |
|      | 明日之星-《隨想曲》之《距離》、《達許披薩》 | 第2屆無名良品頒獎典禮 | 獲獎 |

## 外部連結
- 廖苡喬在香港影庫上的簡介
- 廖苡喬的小宇宙 （页面存档备份，存于） - 痞客邦部落格
- 廖苡喬的Facebook專頁
- 廖苡喬的Instagram帳戶
- 廖苡喬的新浪微博